# Lac de Tsivlós
Le lac de Tsivlós, en grec moderne : Λίμνη Τσιβλού, est un lac alpin d'Achaïe en Grèce-Occidentale.
Il est situé à une altitude d'environ 700 mètres, sur les pentes du Chelmós. Il a été créé le 24 mars 1913, lorsqu'un important glissement de terrain dans la région a bloqué le lit du fleuve côtier Kráthis (el). Le lac a une superficie d'environ 8,3 hectares et une profondeur d'environ 80 mètres.
Autour et près du lac se trouvent les villages de Peristéra (el), d'Agía Varvára (el) et de Zaroúchla. Le lac tire son nom du village de Tsivlós qui a été partiellement touché après le glissement de terrain. La tradition locale l'appelle aussi Mavrolímni (Μαυρολίμνη, littéralement en français : Lac noir) pour les dégâts qu'il a causés.
Aujourd'hui, le lac de Tsivlós est une importante zone humide qui abrite de nombreuses espèces de flore et de faune, au sein du parc national de Chelmós-Vouraïkós. C'est également une destination populaire pour les loisirs et la randonnée. 